# Колот Микола Миколайович
Мико́ла Микола́йович Ко́лот (нар. 1 травня 1977 — пом. 3 вересня 2014) — солдат Збройних сил України, учасник російсько-української війни.

## Життєпис
Народився 1977 року в селі Миколаївка (Буринський район, Сумська область). Закінчив загальноосвітню школу; Путивльський сільськогосподарський технікум. Пройшов строкову службу в лавах Збройних Сил України.
У березні 2014 року мобілізований до лав Збройних Сил України; старший механік-водій 2-ї обслуги 1-го взводу 9-ї артилерійської батареї, 27-ма окрема реактивна артилерійська бригада.
3 вересня 2014-го загинув під час обстрілу з території Російської Федерації із РСЗВ «Смерч» базового табору 27-го полку поблизу Старобільська.
Ідентифікований серед загиблих за тестом ДНК.
Похований в селі Миколаївка, Буринський район.

## Нагороди та вшанування
За особисту мужність і героїзм, виявлені у захисті державного суверенітету та територіальної цілісності України, вірність військовій присязі під час російсько-української війни, відзначений — нагороджений
- 16 січня 2016 року — орденом «За мужність» III ступеня (посмертно)[1]
- Його портрет розміщений на меморіалі «Стіна пам'яті полеглих за Україну» у Києві: секція 4, ряд 7, місце 13
- Вшановується в меморіальному комплексі «Зала пам'яті», в щоденному ранковому церемоніалі 3 вересня[2]